# Valduggia
Valduggia je italská obec v provincii Vercelli v oblasti Piemont.
K 31. prosinci 2011 zde žilo 2 127 obyvatel.

## Sousední obce
Boca (NO), Borgosesia, Cellio, Gargallo (NO), Grignasco (NO), Madonna del Sasso (VB), Maggiora (NO), Pogno (NO), Soriso (NO)